# Agyi érkatasztrófa következményei
Az agyi érkatasztrófa következményei igen változatosak az érintett területek kiterjedésétől és helyzetétől függően. A funkciózavarok azon agyterületek működéseit érintik, amelyeket a kórfolyamat károsított. Az érkatasztrófa fizikális következményei lehetnek: izomgyengeség, fonák érzések ’’(paresthesia)’’, felfekvéses fekélyek ’’(decubitus)’’, tüdőgyulladás (pneumonia), vizelettartási elégtelenség (incontinentia), a tanult mozgások kivitelezésére való képtelenség (apraxia), a mindennapi tevékenységek ellátására való képtelenség, étvágytalanság, beszédképtelenség (aphasia), látáskiesés és fájdalom.
Ha az érkatasztrófa a központi idegrendszer túl nagy területét károsította vagy olyan kritikus fontosságú területen történt, mint az agytörzs komatózus állapot alakulhat ki, vagy a beteg halálához is vezethet. Az érkatasztrófa érzelmi következményeit vagy az agy érzelmekért felelős központjainak közvetlen károsodásai, vagy az új, korlátozott képességekhez történő alkalmazkodás nehézségei okozhatják. Az érkatasztrófa utáni érzelmi zavarok megnyilvánulhatnak a következőkben: szorongás, pánikrohamok, az érzelmi megnyilvánulások elmaradása, mánia, apátia, és pszichózis. Az érkatasztrófát túlélt páciensek 30-50%-a szenved ’’stroke’’-utáni depresszióban, amelyet letargia, ingerlékenység, alvászavarok, csökkent önértékelés és visszahúzódottság jellemez. A klinikai depresszió csökkentheti a motiváltságot és ronthatja a teljesítményt, de kezelhető antidepresszánsokkal. Az érzelmi (emocionális) labilitás, az érkatasztrófa egy másik következménye, okozza azt, hogy a páciens emócionális állapota gyorsan vált az érzelmi túlfűtöttség és az elkeseredés között, és érzelmeit nem megfelelően fejezi ki, így pl. kitörő nevetéssel vagy zokogással reagál jelentéktelen hatásokra, vagy akár azok hiányában is. Míg ezek az érzelemkitörések általában megfelelnek a beteg aktuális érzelmi beállítottságának, súlyosabb esetben a beteg érzelmi labilitása teljesen indokolatlan, kóros nevetésben vagy sírásban nyilvánul meg.
Más betegek érzelmeikkel ellentétes reakciókat produkálnak, például sírnak boldogságukban.
Az érzelmi labilitás megközelítőleg a betegek 20%-ánál fordul elő.
Az érkatasztrófa okozta megismerési zavarok egyrészt a megértés zavaraiból fakadnak, mint a beszédzavarok ’’(dysphasia)’’, elbutulás ’’(dementia)’’ , valamint a figyelem és az emlékezet zavaraiból.  Egy ’’stroke’’-ot  átélt személy sok esetben nincs tudatában saját korlátozott képességeinek, ez az ’’anosognosia’’.  A féloldali figyelemkiesésben szenvedő betegek képtelenek bárminek az észlelésére, ami a károsodott agyféltekével ellentétes oldalon van.  
Az érkatasztrófát túlélt személyek akár 10%-ánál is jelentkezhetnek görcsök, leginkább az esemény utáni héten, és a kórkép súlyossági fokával növekszik a görcskészség valószínűsége.